# Movimiento 100en1día
El movimiento 100enundía, conocido también como 100En1Día, es un movimiento social de carácter internacional cuyo objetivo es implicar a la
sociedad civil en la realización de eventos y acciones que afecten de forma positiva las ciudades en que ocurre. El movimiento nació el 26 de mayo de 2012 en Bogotá, Colombia, y se expandió a nivel mundial. Actualmente existen grupos organizadores en más de 30 ciudades de 14 países en 4 continentes.

## Historia
El movimiento 100En1Día nació de la conglomeración de dos grupos en la ciudad de Bogotá que buscaban incentivar la cultura ciudadana e introducir a la ciudadanía a participar activamente en distintos proyectos y movimientos sociales para mejorar su ciudad. En un principio se planteó realizar 6 actividades, por entonces llamadas "intervenciones", sin embargo debido a que el objetivo era movilizar a la ciudadanía, 6 actividades resultaban demasiado pocas, por lo que se propuso realizar una cantidad mucho mayor de actividades. La cifra final planteada fue de 100 actividades en un solo día, y de allí nació la idea del movimiento 100en1día, 100 actividades enfocadas en mejorar a la ciudad en un solo día, invitando a toda la ciudadanía a participar del evento.
El movimiento, que en un principio estaba pensado para operar localmente en la ciudad de Bogotá, pronto fue replicado con éxito en primera instancia en otras ciudades colombianas, tales como Pasto, Pamplona, Santiago de Cali, Yumbo y Medellín, entre otras, y en segunda instancia el movimiento se expandió por fuera de las fronteras colombianas llegando a varias ciudades de 4 continentes, tales como Santiago de Chile, Copenhague (Dinamarca), Edmonton (Canadá), Halifax (Canadá), Montreal (Canadá), Río de Janeiro (Brasil), Ciudad del Cabo (Sudáfrica), Milán (Italia), Ginebra (Suiza), Monterrey (México), entre muchos otros. En la actualidad existen capítulos locales del movimiento en 30 ciudades de 14 países, repartidos en 4 continentes. Desde 2012 han participado más de 60 000 personas en 4 000 eventos.

## Actividades
Las distintas actividades buscan provocar un impacto positivo para el lugar y los habitantes donde son llevadas a cabo. Estas actividades pueden estar dentro del ámbito cultural, ambiental, social, educativo, deportivas, entre otras. La misma ciudadanía es la encargada de proponer las actividades, desarrollarlas y documentarlas. Las actividades no están localizadas geográficamente en un solo lugar de las ciudades, sino que están repartidas por distintos lugares.
Entre las actividades que se han desarrollado se cuentan limpieza de ríos y parques, adopción de animales, juegos de integración social, exposiciones culturales como teatro, danza, conciertos, y demás actividades artísticas, concientización por los peatones y usuarios de bicicletas, igualdad de género, creación de artículos en Wikipedia, recuperación de espacios urbanos etc.
Las actividades involucran a la ciudadanía, tanto como organizadora de los eventos y como participante, para regalarle a la ciudad un evento que impacte positivamente al entorno y a los habitantes de la ciudad. Los eventos se realizan durante todo el transcurso de un mismo día, el cual es elegido con anterioridad y promocionado con tal fin.